# Fono-articulación
La fono-articulación  se refiere a los dos subprocesos implicados en el acto motor del decir alguna palabra (hablar))

## Características
La fonación consiste en la producción de voz por las cuerdas vocales y la articulación consiste en la producción de puntos y modos de articulación para los fonemas de la lengua en que se expresa el hablante.
La fonética articulatoria tradicional sostenía que cada posición de los órganos articulatorios daba origen a un sonido determinado y que la modificación de la posición originaba un sonido nuevo. Es por ello que el concepto de punto de articulación revestía tal importancia.  Sin embargo, con el desarrollo de la fonética acústica (mediante tecnología de reconocimiento, graficación, etiquetado y síntesis de voz) se ha visto que estos criterios no eran tan exactos y que lo importante no es tanto el lugar o punto de articulación, sino la diferente posición articulatoria de lingual, que genera distintas resonancias y turbulencias.

## Tono de voz en los adolescentes
Alrededor de los 14 a los 16 años de edad de los varones, normalmente va variando el tono de voz
hacia una frecuencia más grave o profunda, también llamada voz ronca, sin embargo algunos varones no definen su tono de voz y casi siempre se quedan con las dos voces mezcladas en la edad adulta.
- Datos: Q5863618